# 人工心臓弁
人工心臓弁 （じんこうしんぞうべん、英: Artificial heart valve）または人工弁 とは、心臓弁膜症患者の心臓に移植される医療機器である
。
心臓弁は心臓の一つの心腔から他の心腔へ一方向に血液を流し逆流を防ぐことにより、心臓の生理学的機能に重要な役割を果たしている。人工弁はこの心臓弁の持つ機能を代替するものである。

## 種類
人工弁置換術に臨床的に使用される人工弁は、耐久性の優れた人工材料を用いた機械弁、化学的に処理された生体材料を用いた生体弁、および死体から大動脈弁、肺動脈弁を採取し凍結保存されたホモグラフトが挙げられる。また、人工弁の持つ種々の問題点を克服するために生体適合性を持った人工弁の開発が行われており、ティッシュエンジニアリングの技術を用いた組織工学弁として、一部の国では臨床応用に入っている。
- 機械弁
  - 開胸移植
    - ボール弁、ディスク弁
    - 傾斜型ディスク弁（一葉弁）
    - 傾斜型ディスク弁（二葉弁）

  - 経皮的移植（Percutaneous aortic valve replacement）
    - ステント付き
    - ステントなし
- 生体弁
  - 同種生体弁
  - 異種生体弁
- ホモグラフト
- 組織工学弁

## 機械弁
人工材料を用いた機械弁は、人工心肺を使用した開心術が始まった1952年から使用され、当初はボール弁が使用された。1967年に一葉の傾斜型ディスク弁が登場し、さらに材質に炭素樹脂（パイロライティックカーボン）が使われるようになり耐久性と抗血栓性が著しく向上した。1977年には二葉の傾斜型ディスク弁が登場し、弁を通過する血流の中心流が得られ、挿入しやすいことから広く用いられ、2010年代現在においても主流として使用されている。

## 生体弁
生体弁は移植に適するように化学的な処理を施された、ブタに代表される動物の心臓弁である。1968年にブタ大動脈弁が開発され、1971年より商業ベースでの生産が始まった。ブタの心臓は最もヒトの心臓に似ており、解剖学的な適性がある。もう一つの生体弁は弁状に整形した生体組織を金属の枠に縫い付けたものである。この生体組織には典型的にはウシ、またはウマの心膜が用いられる。心膜は非常に強度が高いため、心臓弁の用途に適している。
機械弁と比較した生体弁の最大の利点は、長期にわたってワーファリン (血液の抗凝固剤) を服用する必要が無いことである。その他心房細動や高血圧、心機能低下などがなければ術後の内服薬も少なく、通院も年1～2回程度で済み、術後のQOLは非常に良好である。一方耐久性の点では機械弁に劣り、若年者に埋め込んだ場合は長年の間には再手術が必要となる。